# 155마일
"155 마일"(155 Mile)은 한국에서 제작된 이형석 감독의 2007년 영화이다. 하덕성 등이 주연으로 출연하였고 김태용 등이 제작에 참여하였다.

## 출연

### 주연
- 하덕성
- 송문수
- 고관재
- 라경덕

## 기타
- 조명: 김춘호
- 조감독: 김병수
- 녹음: 박희찬
- 미술: 신현숙